# Lilian Bader
 Lilian Bader  (* 18. Februar 1918 in Liverpool; † 13. März 2015 in Dorset) war eine britische Aircraftwoman und Lehrerin. Sie war eine der ersten schwarzen Frauen, die bei den britischen Streitkräften arbeitete. Drei Generationen ihrer Familie dienten bis zum Ende des 20. Jahrhunderts bei den britischen Streitkräften.

## Leben
Bader war die Tochter von Marcus Bailey, einem Handelsseemann aus Barbados, und einer in Großbritannien geborenen Mutter mit irischen Eltern. Ihr Vater diente von 1914 bis zum Kriegsende in der Royal Navy. Sie und ihre beiden älteren Brüder wurden 1917 aufgrund eines unbekannten Vorfalls im Alter von neun Jahren Vollwaisen. Sie trat einem Kloster bei, dem sie bis zu ihrem 20. Lebensjahr angehörte, da niemand bereit war, sie für eine Arbeit einzustellen. 1939 bei Ausbruch des Zweiten Weltkrieges wurde sie als Kantinenassistentin bei den Navy Army and Air Force Institutes (NAAFI) im Catterick Camp in Yorkshire und außerhalb des Klosters akzeptiert. Doch da ihr Vater außerhalb Großbritanniens geboren war, wurde sie entlassen. Im Januar 1940 arbeitete sie auf einer Farm in der Nähe der Royal Air Force (RAF) Topcliffe. 1941 wurde sie bei der Women’s Auxiliary Air Force (WAAF) eingestellt. Sie begann eine zwölfwöchige Schulung, in der sie für die Instrumentenreparatur qualifiziert wurde. Nach dem Bestehen mehrerer Prüfungen erhielt sie ihren Abschluss als First-Class Airwoman und war bald in Shropshire, wo sie aufgrund ihrer Fähigkeiten zur leitenden Aircraftwoman befördert wurde. 1943 heiratete sie den in Großbritannien geborenen schwarzen Soldaten Ramsay Bader. Er war ein Panzerfahrer, der beim 147. Feldregiment (Essex Yeomanry) der Royal Artillery diente. Als sie ein Kind erwartete, erhielt sie ihre Entlassung im Februar 1944. Sie hatte zwei Söhne und als diese erwachsen waren, studierte sie an der London University. Sie erwarb einen Bachelor of Arts und unterrichtete als Lehrerin.  Ihr jüngster Sohn flog Hubschrauber in der Royal Navy und wurde später Pilot einer Fluggesellschaft. 1989 wurden ihre Memoiren „Together – Lilian Bader: Wartime Memoirs of a WAAF 1939–1944“ vom Imperial War Museum veröffentlicht. 2018 listete die Zeitung The Voice sie anlässlich des 100. Jahrestages des Frauenwahlrechts neben Kathleen Wrasama, Olive Morris, Connie Mark, Fanny Eaton, Diane Abbott, Margaret Busby und Mary Seacole auf.